# Саммит G-20 в Питтсбурге (2009)
Саммит G-20 в Питтсбурге в 2009 году — третья встреча глав государств и правительств стран Группы двадцати, посвященная мировому финансовому кризису, в Питтсбурге, Пенсильвания, США. Проходила 24-25 сентября 2009 года в Конгресс-центре имени Дэвида Лоуренса.
О проведении нового саммита в сентябре было объявлено вскоре после встречи в Лондоне. Первоначально предполагалось провести его в Нью-Йорке, однако 28 мая 2009 года администрация Президента США объявила о переносе мероприятия в Питтсбург, штат Пенсильвания.
В заявлении, выпущенном по итогам встречи в Питтсбурге, лидеры «большой двадцатки» отметили, что совместные усилия и «действенная реакция», направленные на предотвращение глобального финансового коллапса, привели к значительному прогрессу. Главы государств подчеркнули, что их действия помогли остановить опасное, резкое снижение глобальной активности и стабилизировать финансовые рынки. В документе указывается, что промышленное производство растет, а торговля восстанавливается. К тому же финансовые институты наращивают капитал, а доверие к ним потребителей восстанавливается. В то же время участники саммита предупредили, что успокаиваться ещё рано.

## Участники
- Австралия: Кевин Радд
- Аргентина: Кристина Фернандес де Киршнер
- Бразилия: Луис Инасиу Лула да Силва
- Великобритания: Гордон Браун
- Германия: Ангела Меркель
- Индия: Манмохан Сингх
- Индонезия: Сусило Бамбанг Юдойоно
- Испания: Хосе Луис Родригес Сапатеро
- Италия: Сильвио Берлускони
- Канада: Стивен Джозеф Харпер
- Китай: Ху Цзиньтао
- Мексика: Фелипе Кальдерон
- Нидерланды: Ян Петер Балкененде
- Россия: Дмитрий Медведев
- Саудовская Аравия: Абдалла ибн Абдель Азиз ас-Сауд
- США: Барак Обама
- Турция: Реджеп Тайип Эрдоган
- Франция: Николя Саркози
- ЮАР: Джейкоб Зума
- Республика Корея: Ли Мён Бак
- Япония: Юкио Хатояма

## Итоги
«Большая двадцатка» с 2011 года станет главным органом, координирующим мировую экономику.